# Средняя школа имени Ататюрка (Анкара)
Средняя школа имени Ататюрка (тур. Ankara Atatürk Lisesi, AAL) — средняя школа, расположенная в Анкаре (Турция) и носящая имя Мустафы Кемаля Ататюрка. Входит в десятку лучших средних школ страны. Основанная в 1886 году как школа для мальчиков, с 1974—1975 учебного года она перешла к программе смешанного образования: мальчики и девочки сегодня обучаются совместно. Школа сотрудничает с целым рядом ВУЗов Турции.

## История
Средняя школа имени Ататюрка ранее была известна как средняя школа для мальчиков Анкары (Ankara Erkek Lisesi). Она расположена в Анатолии, городе Анкара. Школа была основана в 1886 году и получила свой название (средняя школа для мальчиков) в 1908 году. С учреждением Турецкой республики в 1924 году она вновь была переименована. Имя Ататюрка данное учебное заведение получило первым в стране: 30 декабря 1919 Мустафа Кемаль Ататюрк впервые посетил её во время своего визита в город и выступил в её стенах. Сегодня школа, носящая имя основателя Республика, входит в десятку лучших средних школ Турции.
На момент своего создания средней школа была одной из первых в турецкой Анатолии. Первое здание школы располагалось на том месте, где сегодня находится специализированная больница — в закладке первого камня в фундамент школы принимал участие губернатор Анкары. В 1921-м учебном году, в связи с состоянием войны в регионе, школа была перемещена вместе с другими государственными органами. Во время боевых действий многие студенты школы погибли.
В 1938 году, когда новое здание школы было еще только на стадии строительства, администрация учебного заведения обратилась с просьбой к образовательным властям республики рассмотреть вопрос о присвоении школе имени Ататюрка. Школа переехала в новое (нынешнее) своё здание 10 октября 1940 года. Со временем к нему, являющемуся сегодня корпусов «С», были добавлены два более современных корпуса (сегодня это корпуса «A» и «B»), а также — конференц-зал и крытый спортивный зал.
В последующие годы, несмотря на ряд трудностей, у школы появилось общежитие (интернат) для студентов. С 1974—1975 учебного года учебное заведение перешло к программе смешанного образования: мальчики и девочки сегодня обучаются совместно.

## Статус
Уже пять последних лет Средняя школа имени Ататюрка в Анкаре являются одной из 10 наиболее успешных школ Турции; она также является лучшей в турецкой столице. Большое внимание в образовательном процессе уделяется иностранным языкам: немецкому (начиная с подготовительных классов), французскому, испанскому, русскому и китайскому; два иностранных языка изучаются школьниками в течение 5 лет.
В дополнении к «качественному образованию» студенты школы активно задействованы в социальных, культурных и других мероприятиях, для которых существуют художественный и спортивные секции. Футбол, баскетбол, гандбол, волейбол, шахматы, настольный теннис, бильярд, плавание и другие виды спорта активно развиваются в школе: у отдельных школьников и школьных команд есть немало достижений на национальном уровне. Кроме непосредственно образовательного процесса школа организует «дни карьеры», научную ярмарку (Science Fair), вечер искусства (Art Night), дни поэзии, художественные выставки, и ряд конкурсов в сфере театра, музыка, танца и так далее.
Фонд средней школа имени Ататюрка выделяет стипендии ряду студентов школы, а также (за достижения) поощряет их наградами — в виде поездок за рубеж и поддержки в изучении иностранных языков. Возможна также и помощь в посещении курсов по подготовке к поступлению в колледж или ВУЗ, путешествиям, продуктам питания и так далее. При школе действует и ассоциация выпускником, организующая ряд мероприятий для продолжения и развития школьной культуры.
Средняя школа имени Ататюрка сотрудничает с целым рядом ВУЗов Турции: её выпускника становятся студенты Босфорского университета, Ближневосточный технический университета (Middle East Technical University, Orta Doğu Teknik Üniversitesi, ODTÜ), Стамбульского технического университета, университета Хаджеттепе, университета Анкары, частного Билькентского университета в Анкаре и так далее. Школа, по собственным словам, гордится тем научным потенциалом, в создании которого она принимает участие, благодаря своим выпускникам — особо отмечая, что английский, наряду со вторым иностранным языком, выученным будущими студентами в стенах школы помогает им в дальнейшей жизни и карьере. Лаборатории по физике, химии, биологии и информационным технологиям помогают в «подготовке нового поколения на самом высоком уровне».